# Kilianskirche (Osterburken)

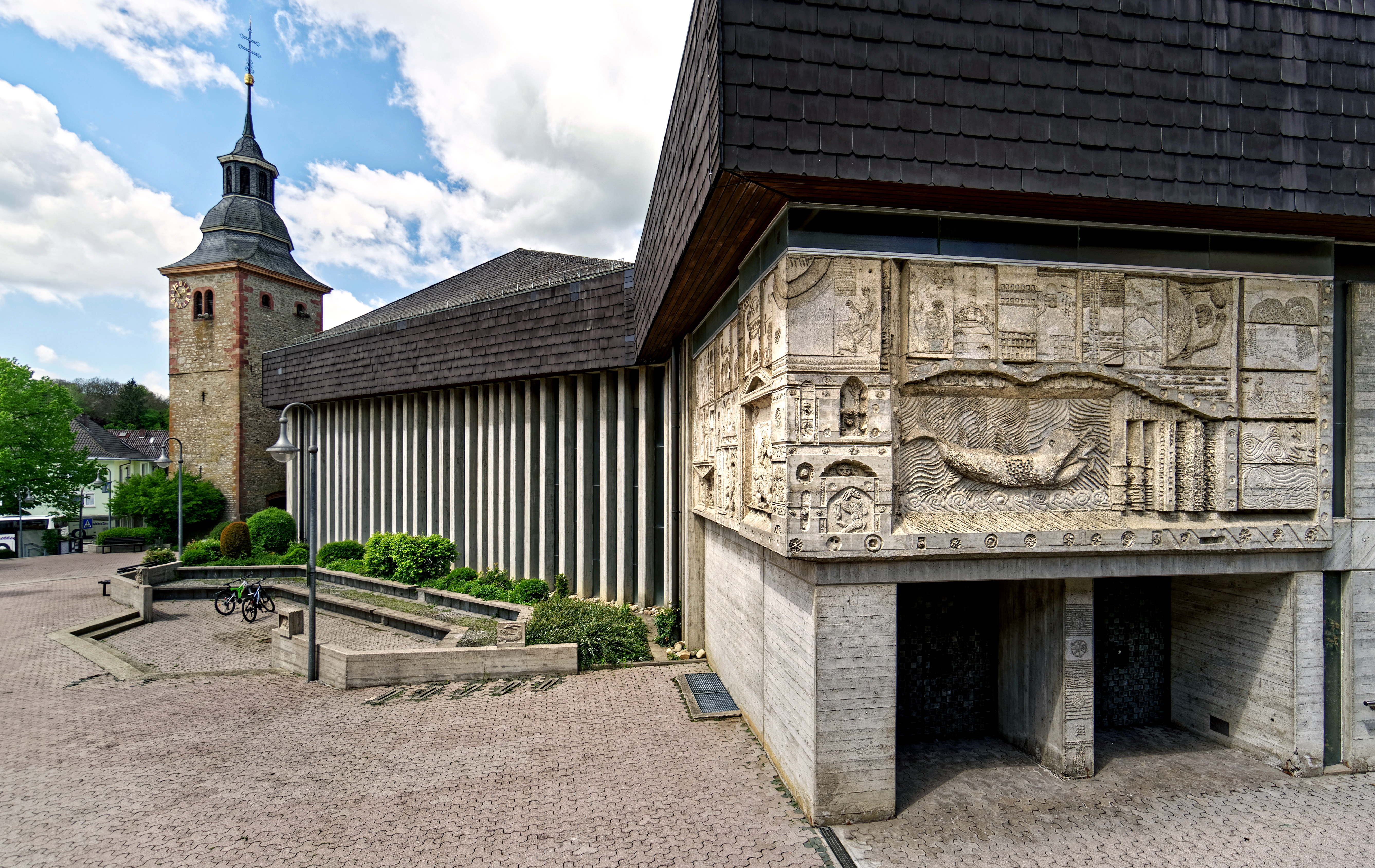
Kilianskirche in Osterburken

Die Kilianskirche ist eine katholische Pfarrkirche in Osterburken im Neckar-Odenwald-Kreis im nördlichen Baden-Württemberg. Sie gehört zur römisch-katholischen Kirchengemeinde Adelsheim-Osterburken-Seckach im Dekanat Mosbach-Buchen des Erzbistums Freiburg. 
Der Kirchturm geht auf ein historisches Vorgängerbauwerk zurück, wohingegen das Kirchengebäude von 1970 bis 1974 in moderner Formensprache aus Isolierbeton mit markanten Reliefplastiken neu erbaut wurde.

## Geschichte

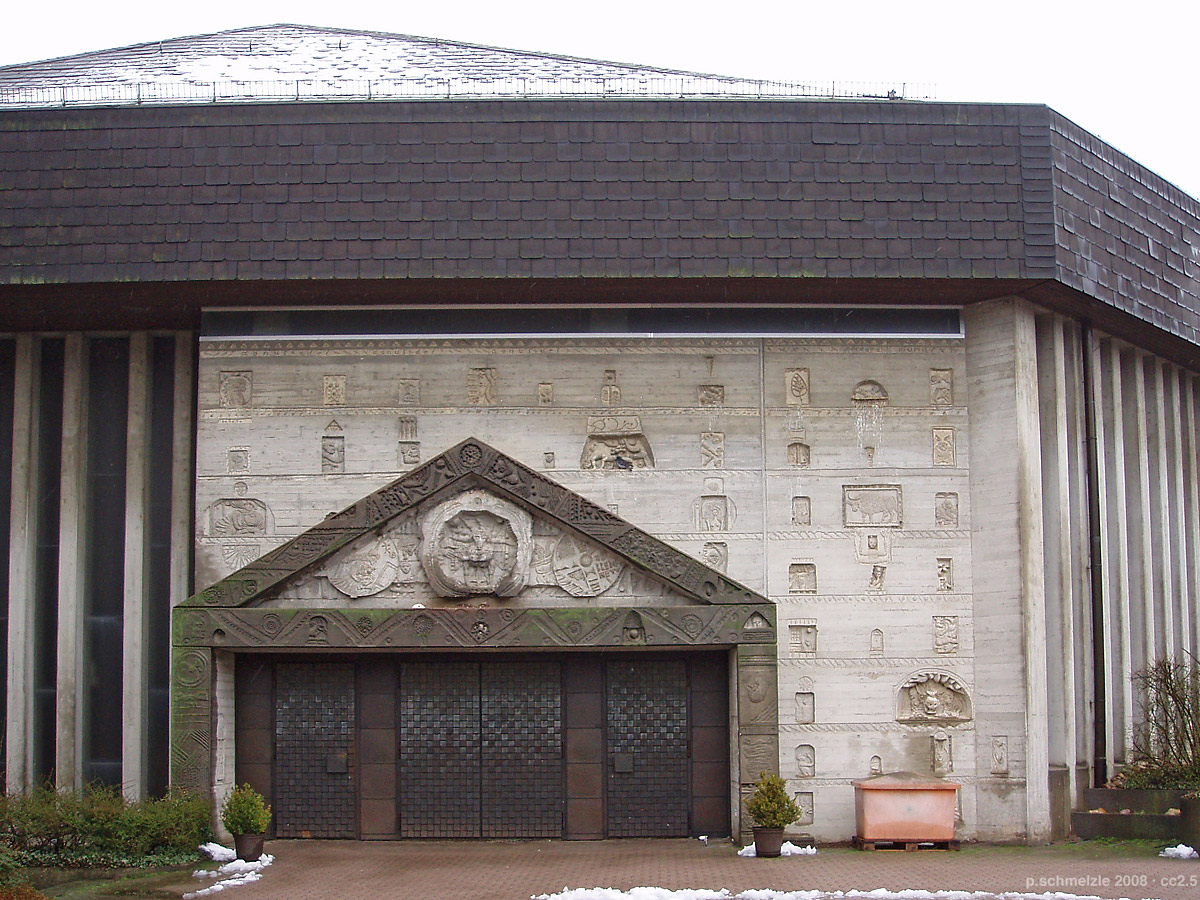
Hauptportal

Bereits mit der ersten Erwähnung von Osterburken in der im Jahr 822 erfolgten Bestätigung einer 741/742 vollzogenen Schenkung des Karlmann an das Bistum Würzburg wird eine Kirche in Osterburken erwähnt. Diese Martinskirche befand sich bereits am Platz der heutigen Kilianskirche. Archäologische Grabungen haben Hinweise darauf ergeben, dass sich an dieser Stelle innerhalb des einst bedeutenden Römerkastells bereits eine noch ältere Kirche befand. Die 822 erwähnte Kirche hatte einen einfachen rechteckigen Grundriss mit einer Größe von 10 × 6 Metern und wurde im 12. oder 13. Jahrhundert durch einen größeren Rechtecksaal mit Chorquadrat und Turm ersetzt und 1588 erweitert.
1682 wurde abermals ein größerer Kirchenneubau mit einem ca. 17 × 10 Meter großen Langhaus an historischer Stelle konsekriert. Diese Kirche erhielt Kilian und Burkard als Kirchenpatrone. Diese Kirche wurde 1694 durch Unwetter schwer beschädigt, die Schäden waren erst 1731 behoben. Bereits 1782 galt die Kirche als zu klein und als ruinös, 1812 war sie baufällig und 1815 wurde ein Neubau geplant, dessen Ausführung sich bis 1845 hinzog. Der Kirchenbau von 1845 war ein schlichter klassizistischer Bau. Der Zugang zur Kirche erfolgte durch den Kirchturm, dem links und rechts Treppentürme angeordnet waren.
1960 wurde über eine Erweiterung der klassizistischen Kirche nachgedacht, die jedoch 1966 zu Gunsten eines Neubaus unter Beibehaltung des historischen Kirchturms verworfen wurde. Der Neubau steht in Zusammenhang mit der Umgestaltung der gesamten Ortsmitte von Osterburken. Mehrere desolate Wohn- und Landwirtschaftsgebäude wurden abgerissen, um Raum für die Neuanlage von Kirche, Rathaus, Geschäftshäusern und Marktplatz zu schaffen. Die 1967 bis 1969 erarbeiteten Pläne zum Kirchenneubau stammen von Manfred Schmitt-Fiebig und seinen Mitarbeitern E. Eisele und A. Hafner vom erzbischöflichen Bauamt Heidelberg, der Bauschmuck stammt von Emil Wachter aus Karlsruhe. Das Bauwerk wurde von 1970 bis 1974 ausgeführt und am 1. Dezember 1974 geweiht.

## Beschreibung
Die Kirche in der Ortsmitte von Osterburken besteht aus dem freistehenden historischen Kirchturm im Westen und dem östlich davon anschließenden modernen Kirchengebäude. Der Kirchenraum mit Außenwänden aus Isolierbeton ist auf einer nahezu quadratischen Grundfläche polygonal gegliedert und hat ein ebenfalls mehrfach gegliedertes, mit Eternitschiefer eingedecktes Zeltdach. Der Zugang zur Kirche erfolgt durch das Hauptportal im Südwesten und das Jonasportal im Südosten. 
Der Chor- und Altarbereich befindet sich im Norden des Gebäudes, die Bestuhlung ist ihm von drei Seiten aus zugewandt. Im Westen des Gebäudes befindet sich rechtwinklig zum Altarbereich ein Podium für Orgel und Sänger, daran schließt ein Sakristeitrakt an. Das Innere der Kirche wird von dem in mehreren Bahnen auf den Altarbereich zulaufenden bretterverschalten Dachwerk und dem zumeist als Reliefplastik in den Sichtbeton der Wände gearbeiteten Bildschmuck beherrscht. Der Bildschmuck entstand durch das Einschalen von negativen Bildformen beim Betonguss.
Das Hauptportal wird von einem Lamm als Weltenrichter bekrönt und ist umgeben von den Darstellungen der sieben Hauptsünden und den sieben Werken der Barmherzigkeit. Das Jonasportal zeigt einen großen Walfisch und Szenen aus der Jonasgeschichte. Die Prophetenwand im Süden zeigt sowohl ein vorchristliches Mithras-Relief als auch Prophetenköpfe sowie Bilder aus der Geschichte Israels. An der Nordwand zeigt der Kilianserker Szenen aus dem Leben des Kirchenpatrons Kilian.
Im Altarbereich befindet sich in der rechten Ecke an der Außenwand die bis zum Dach reichende aus Beton gestaltete Adamssäule mit in elf Etagen gegliederten biblischen Motiven, davor sind Zelebrationsaltar, Ambo, Taufstein und Sedilien angeordnet. An einer das Dach tragenden Stahlstütze in der linken Hälfte des Altarbereichs ist das Josefshäuschen befestigt, ganz links befindet sich ein barocker Sakramentsaltar.
An Innen- und Außenwänden befinden sich zahlreiche weitere Darstellungen. Im Außenbereich der Kirche setzt Adams Grab beim Jonasportal den Bildschmuck fort. Der eine Treppe flankierende freistehende Betonklotz weist mit seinen Motiven vielfach auf den Tod hin und spiegelt unterschiedliche Einstellungen zum Sterben wider.

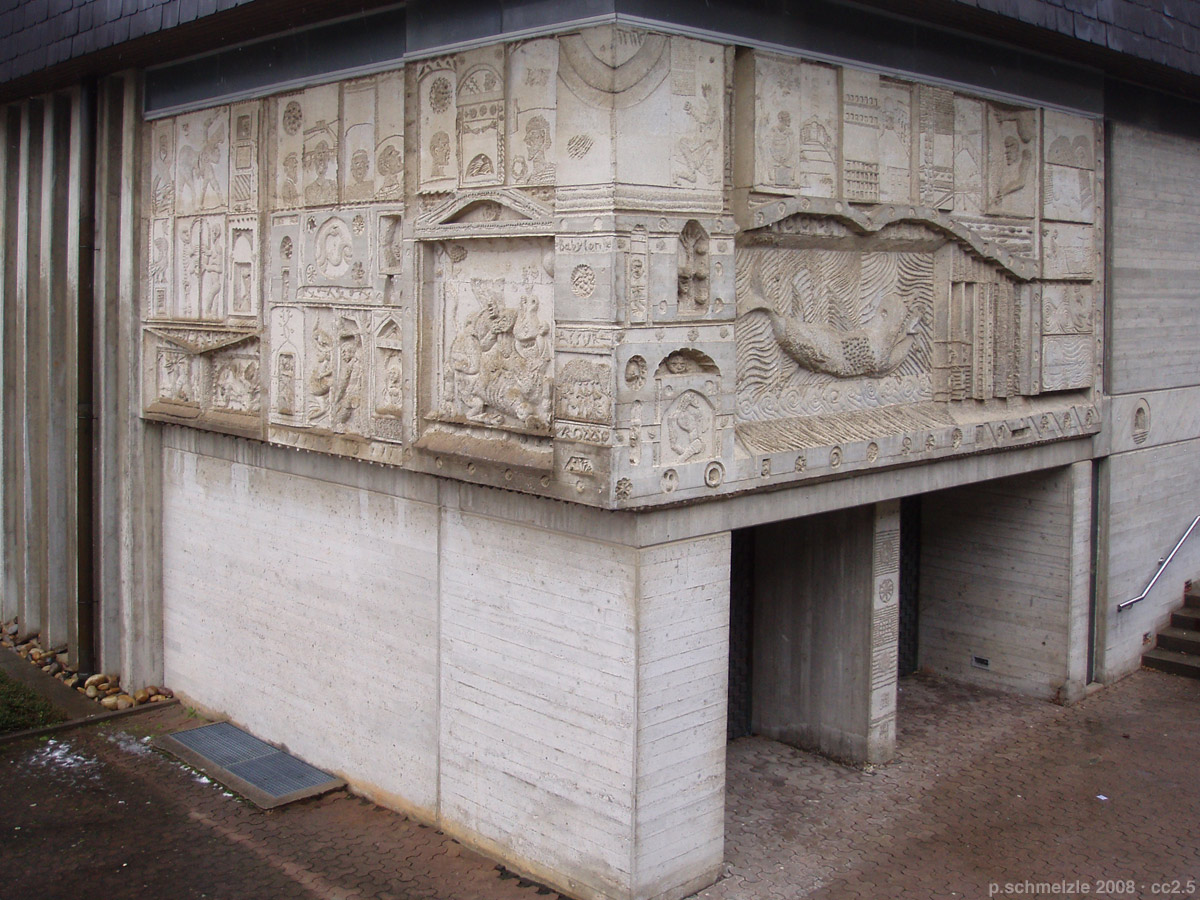
Jonasportal
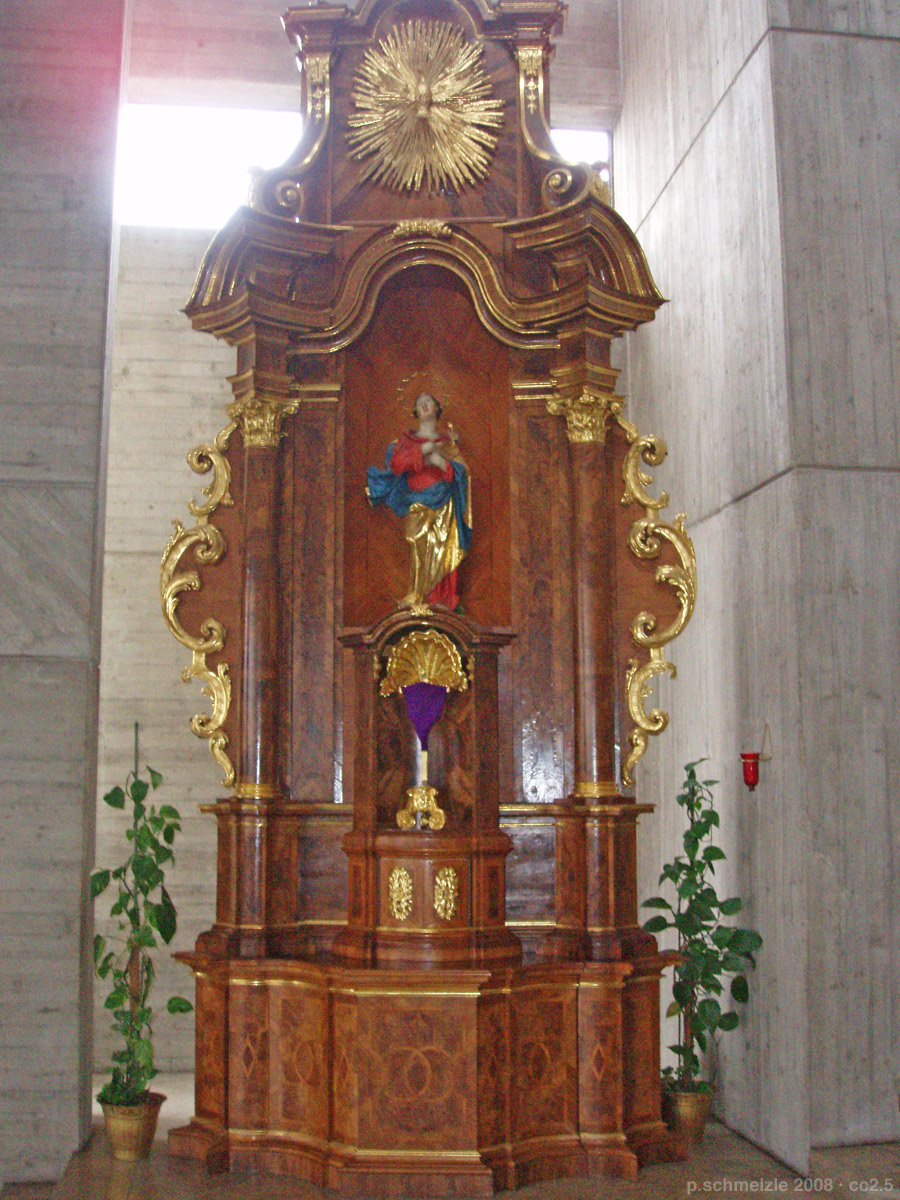
Barocker Sakramentsaltar
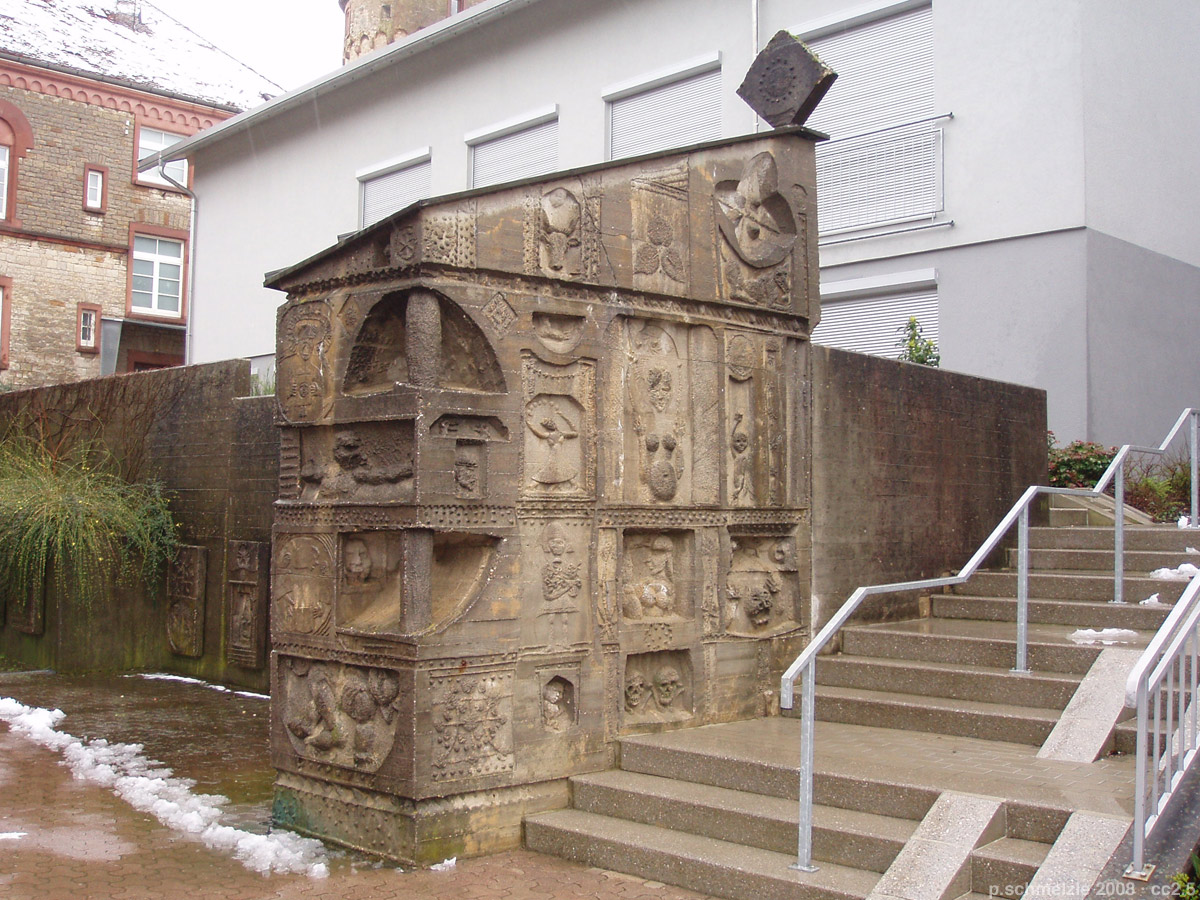
Adams Grab

## Glocken
Der nach Art eines Campanile freistehende historische Kirchturm hat einen quadratischen Grundriss mit einem Seitenmaß von sechs Metern. Er trägt ein fünfstimmiges Glockengeläut aus Bronze. Zwei historische Glocken werden durch drei aus dem 20. Jahrhundert ergänzt.
| Nr. | Gießer                      | Gussjahr | Durchmesser | Gewicht  | Schlagton |
| --- | --------------------------- | -------- | ----------- | -------- | --------- |
| 1   | Friedrich Wilhelm Schilling | 1956     | 1350 mm0    | 1420 kg0 | d‘±0      |
| 2   | Johann Adam Roth            | 1732     | 1028 mm0    | 550 kg   | fis‘-2    |
| 3   | Friedrich Wilhelm Schilling | 1956     | 943 mm      | 484 kg   | a‘±0      |
| 4   | Friedrich Wilhelm Schilling | 1956     | 846 mm      | 353 kg   | h‘-2      |
| 5   | (Jacob Stempfel)            | 1447     | 728 mm      | 223 kg   | d‘‘±0     |

## Nachweise
1. ↑  Glockeninspektion Erzbistum Freiburg: Kath. Pfarrkirche St. Kilian in Osterburken

Koordinaten: 49° 25′ 51,1″ N, 9° 25′ 40,1″ O